# Geneviève Leclerc
Geneviève Leclerc, née en 1983 à Gatineau, est une chanteuse québécoise.
Révélée notamment en 2016 pour sa réinterprétation de Je suis malade, elle exerce également en tant qu'artiste-interprète, metteuse en scène, directrice artistique et productrice d'albums et de spectacles.

## Carrière
Geneviève Leclerc décroche son premier rôle dans la comédie musicale Les Enfants de Don Quichotte à treize ans. Aussitôt son secondaire terminé, elle suit la formation en théâtre musical du Cégep de Lionel Groux, puis celle de l'ESTHEM (École supérieure de théâtre musical), école fondée par Robert Marien. Il s'ensuit un tour du monde de sept ans durant lequel elle chante chaque soir devant un public.[réf. nécessaire] De retour au Québec, elle obtient divers premiers rôles dans des comédies musicales comme Guys and Dolls, Les Misérables (troupe américaine de Broadway) ou Les Belles-sœurs (mise en scène par René Richard-Cyr).
Elle se révèle au grand public en 2016 grâce à sa participation à l'émission La Voix. Recrue de Marc Dupré[réf. nécessaire], elle interprète la chanson Je suis malade. Après l'émission, Marc Dupré l'invite sur la scène du Centre Bell lors de son spectacle en juin 2016. Quelques mois plus tard, elle l'accompagne pour 17 représentations lors de sa résidence au Capitole de Québec.[réf. nécessaire] À l'automne de la même année, Leclerc s'envole pour la Russie à l'invitation de Michel Legrand. À ses côtés, elle se présente à Moscou et Saint-Pétersbourg pour interpréter les grands thèmes des Parapluies de Cherbourg avec le crooner George Perris.[réf. nécessaire]
Blair Thomson, compositeur et orchestrateur, signe les arrangements et la réalisation de plusieurs chansons de ses différents albums, tandis qu'Adam Johnson (chef en résidence de l'Orchestre symphonique de Montréal) fait la direction musicale d'un concert avec l'Orchestre symphonique de Trois-Rivières en 2019.
En 2021, Geneviève Leclerc est la tête d'affiche de la soirée Grand Concert de Noël Simons avec l'Orchestre symphonique de Sherbrooke dirigé par le chef invité Thomas Le Duc-Moreau puis le 26 juin 2022 elle participe à La Fête nationale symphonique à Joliette, accompagnée par l'orchestre La Sinfonia de Lanaudière, sous la direction de Stéphane Laforest. Parallèlement, elle sort trois albums entre 2017 et 2020 : Portfolio, Celle que je suis et Les Duos de Gen qui lui permettent d'effectuer différentes tournées au Québec, mises en scène notamment par René Richard-Cyr et Joël Legendre.[réf. nécessaire]
Fin 2020, elle fait paraître l'extended play Neige, réalisé et arrangé par Medhat Hanbali et qui voit, pour la première fois dans sa carrière, une chanson originale signée Geneviève Leclerc. Toujours en 2020, elle se lance dans la production et la direction artistique de différents projets de spectacles, d'albums, d'événements spéciauxcomme avec Annie Blanchard ou Les Duos de Gen.